# Речна чайка
Речната чайка, чайка смехулка, смехурка (Chroicocephalus ridibundus) е прелетна птица от семейство Чайкови. Среща се и в България.

## Физически характеристики
Дължината на тялото на речната чайка е 36 cm, а размахът на крилата достига до 105 cm. През размножителния период главата и гърлото на речната чайка са шоколадово-кафяви, темето и коремът – бели, върховете на маховите пера са черни, а останалите части на тялото – сиви. През останалите сезони главата е бяла с кафяво петно непосредствено зад бузите. Младите екземпляри имат черни ивици по краищата на опашните пера. Наблюдава се възрастов и полов диморфизъм. Често издава силни крясъци.

## Разпространение
Този вид има изключително голям ареал на разпространение. Може да се срещне в Азия до Камчатка и почти из цяла Европа с изключение на Пиренейския и Апенинския полуострови и северните части на Скандинавия. Северните гнездови популации са силно мигриращи, въпреки че тези, обитаващи по-ниски географски ширини, са склонни да бъдат заседнали или локално разпространени.
Зимува по крайбрежията на Западна Европа, Средиземноморието, Черно, Каспийско и Азовско море. Стига на изток до Японско море и югоизточното крайбрежие на Азия. През територията на страната ни преминава южната граница на гнездовия ареал.
За България е гнездещо-прелетен и зимуващ вид. Пристига в България през февруари и отлита през октомври. Среща се на ята край различни водоеми. Отделни индивиди остават и през зимата по Черноморското крайбрежие. През размножителния период в България обитава блатата край Дунав и Черно море, както и крайбрежията на големи вътрешни водоеми. Гнездовата популация в страната се оценява различно – между 180 и 700 двойки, но напоследък тази оценка за България не превишава 300. По време на миграция и зимуване е една от най-често срещаните и многобройни видове чайки в ниските части на страната.

## Начин на живот и хранене
Речната чайка предпочита да лети в големи ята и да живее в гъсти колонии, съставени от няколко хиляди двойки, често с други видове чайки или рибарки. Тя обикновено остава стадна през цялата година и зимува на големи групи.
По време на размножителния период предпочитаните местообитания на речната чайка обхващат блата и езера с обилна водна растителност, а през останалото време – рибарници, язовири, канали, сметища. Харесва плитки, спокойни води и временно наводнени влажни територии с буйна растителност.
Речната чайка е всеядна птица. Храни се предимно с водни и сухоземни насекоми, земни червеи и морски безгръбначни – мекотели, ракообразни и морски червеи, въпреки че може да консумира риба, скариди, различни дребни гризачи, а понякога и семена. През гнездовия период една двойка може да унищожи до 630 мишки и полевки. Извън размножителния си сезон могат да разчитат на изкуствени източници на храна, подготвени от човека, особено в Западна Европа.
Независимо от факта, че тенденцията е броят на птиците да намалява, спадът не се смята за достатъчно бърз, за да се доближи до праговете за уязвимост. През 2006 година общият брой на вида достига до 4 800 000 – 8 900 000.

## Размножаване
Речната чайка образува гнездови колонии в периферията на езера, лагуни, бавно течащи реки, делти, устия и блата. Видът използва също и изкуствени обекти като канали, чакълести и глинести територии и ями. Могат да гнездят и на сухата земя на пясъчни дюни, плажове и каменисти островчета.
Гнезди в самостоятелни или смесени колонии, разположени върху плаващи коренища на тръстика, листа на водни растения и стърчащи от водата пънове. Показва силни предпочитания за гнездене близо до растителност, въпреки че, ако тя е прекалено гъста, колонията може да бъде изоставена. Гнездата на различните двойки могат да бъдат разположени близо едно до друго, на около метър разстояние. Те са грубо изградени директно върху земята, застлани със суха блатна растителност и разположени по самото крайбрежие. Когато са близо до водата, обикновено се правят конусовидни и се изграждат на по-високо място за да се предпазят яйцата от намокряне. Женската снася от 2 до 4 маслинено-кафяви яйца, изпъстрени със сиви и черно-кафяви петна. Мътят се от двете птици на смени в продължение на 22 – 24 дни. Родителите хранят малките си с полусмляна храна, която повръщат. Около десетия ден птичетата започват да правят първите си разходки около гнездото. През есента, след края на гнездовия период, младите и възрастните птици скитат на големи общи ята.

## Заболявания
Видът е силно предразположен към към инфлуенца по птиците и ботулизъм, така че може да бъде застрашен от бъдещи огнища на тези заболявания.